# Tetrix subulata
Espèce
Synonymes
- Gryllus subulatus Linnaeus, 1758
- Acrydium bimaculatum Herbst, 1786
- Acrydium thoracicum Olivier, 1791
- Acrydium lunulatum Thunberg, 1815
- Acrydium cristatum Thunberg, 1815
- Acrydium dorsale Thunberg, 1815
- Acrydium ephippium Thunberg, 1815
- Acrydium quadrimaculatum Thunberg, 1815
- Tetrix exclamationis Saint-Fargeau & Serville, 1825
- Tetrix marginata Saint-Fargeau & Serville, 1825
- Tetrix panzeri Saint-Fargeau & Serville, 1825
- Acrydium granulatum Kirby, 1837
- Tetrix subulata sahlbergi Saulcy, 1893
- Tettix incurvatus Hancock, 1895
- Tettix luggeri Hancock, 1899
- Tettix morsei Hancock, 1899
- Acrydium subulatum oculata Karny, 1908
- Tetrix flavolineata Voroncovskij, 1928
- Tetrix subulata atrata Voroncovskij, 1928
- Tetrix bielawskii Bazyluk, 1963
- Tetrix austriaca Schmidt & Devkota, 1989

Tetrix subulata est une espèce d'insectes orthoptères de la famille des Tetrigidae. Elle est appelée Tétrix riverain ou Tétrix subulé.

## Distribution
Cette espèce se rencontre en zone holarctique.
En France métropolitaine, elle réside dans presque tous les départements, serait absente de Corse.

## Habitat
Ce tétrix fréquente surtout les lieux humides : la végétation des berges des cours d'eau, les vasières, mais on la trouve aussi parfois dans des lieux plus secs, les adultes du mois d'août à juin-juillet de l'année suivante.

## Description
La longueur du corps varie de 7 à 12 mm. Comme chez tous les Tetrix, les élytres sont réduits à des écailles.
La carène médiane dorsale du pronotum est presque rectiligne; la longue saillie arrière du pronotum dépasse nettement l'apex de l'abdomen et recouvre les ailes postérieures totalement développées (voir photo ci-contre).
Très craintif, ce criquet s'envole rapidement avec beaucoup de facilité. De plus, il est capable de nager. (Une forme aux ailes réduites et au pronotum proportionnel, incapable de voler, peut exister).
Les couleurs montrent une très grande variabilité qui peut se présenter dans une même population: brun jaune, rougeâtre à noir, formes diversement bigarrées.
La femelle possède un oviscapte dont les bords supérieur et inférieur sont garnis de fines dents (cas aussi des femelles des autres Tetrix); deux des quatre valves constituant l'oviscapte sont bien visibles de profil.
Le mâle ne peut pas striduler, lors de la parade, il se place devant la femelle, s'incline puis fait vibrer ses ailes.
Végétarien, le Tétrix riverain mange des poacées (graminées), des mousses et des lichens.

## Systématique et taxinomie
Cette espèce a été décrite sous le protonyme Gryllus subulatus par Linné en 1758.

## Galerie

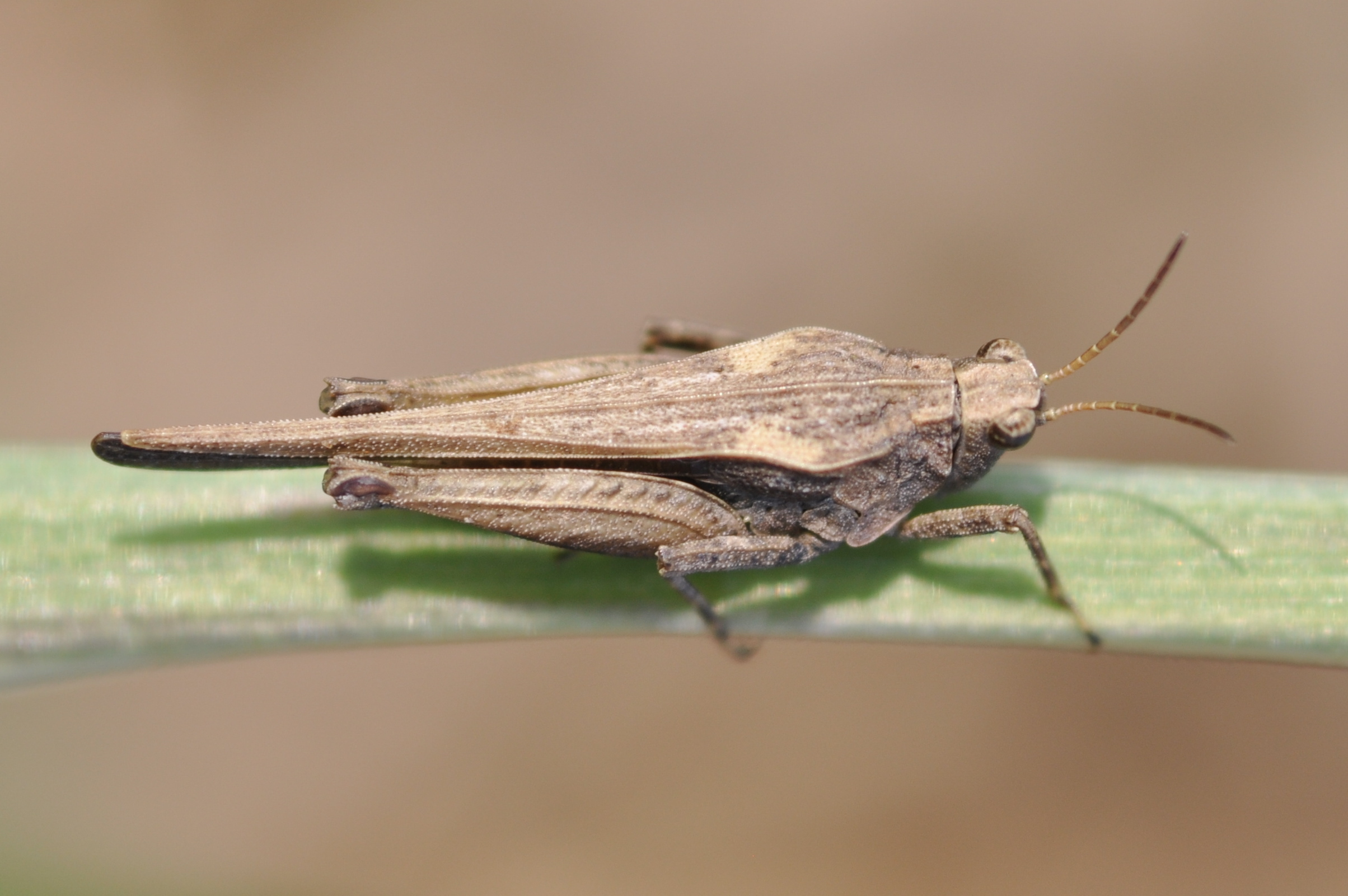
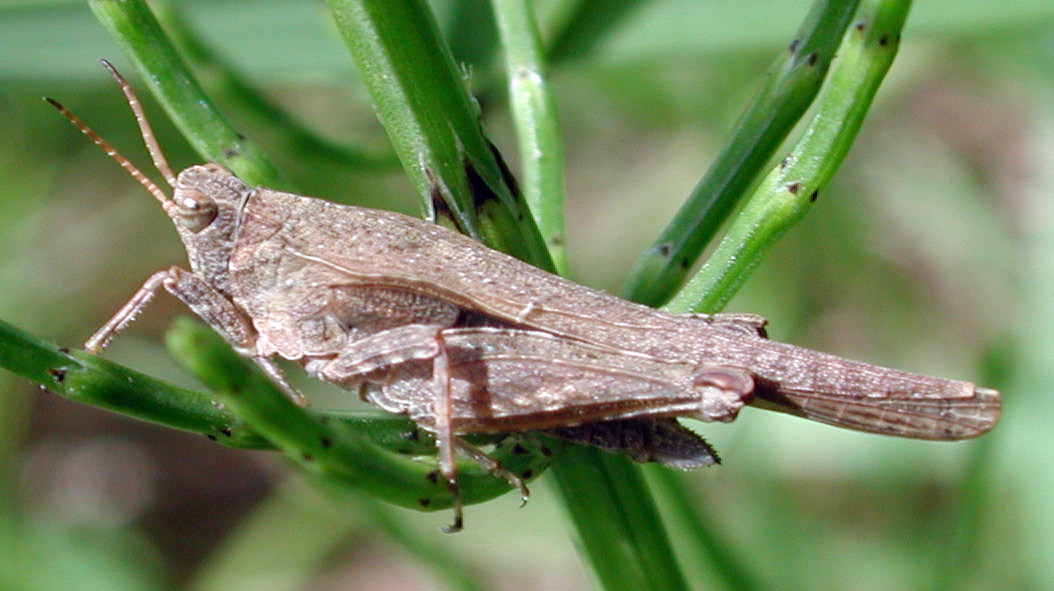
Tetrix subulata de coloration claire; la saillie du pronotum et les ailes dépassent nettement l'abdomen; un élytre réduit est visible au-dessus du 2e fémur.
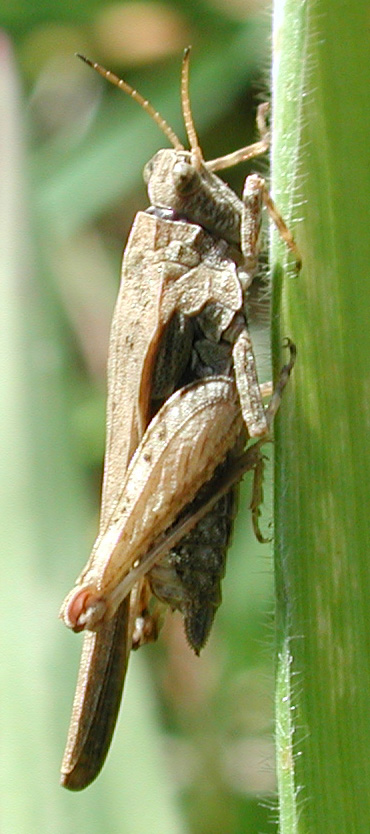
♀
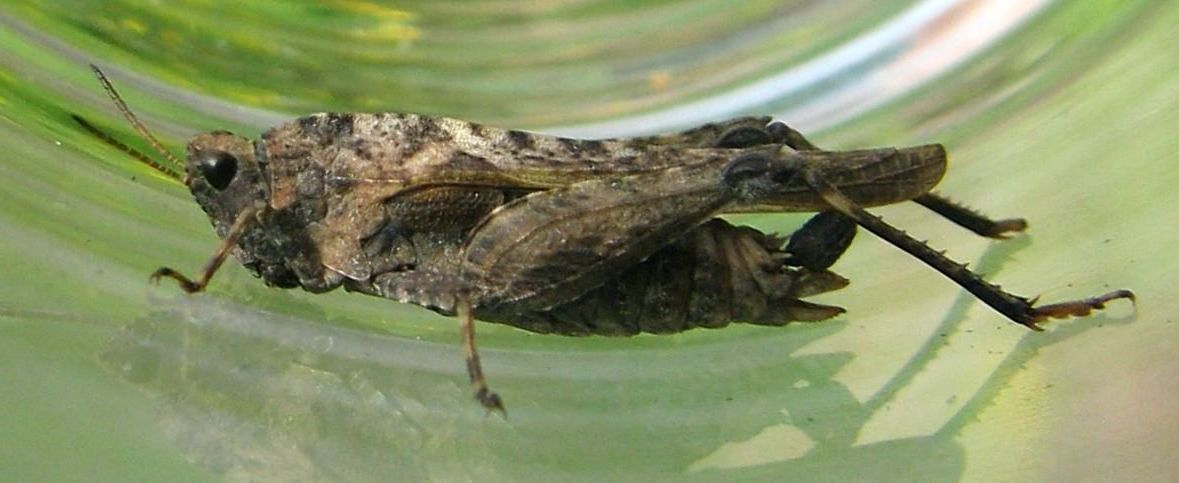
♂

## Publication originale
- Linnaeus, 1758 : Systema naturae per regna tria naturae, secundum classes, ordines, genera, species, cum characteribus, differentiis, synonymis, locis, ed. 10 (texte intégral).